# Eupithecia nigribasis
Eupithecia nigribasis är en fjärilsart som beskrevs av W. Warren 1902. Eupithecia nigribasis ingår i släktet Eupithecia och familjen mätare. Inga underarter finns listade i Catalogue of Life.